# Erica Pappritz

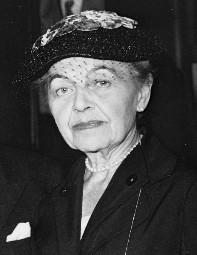
Erica Pappritz

Erica Pappritz (* 25. Juni 1893 in Lissa; † 4. Februar 1972 in Bonn) war in der Adenauer-Ära stellvertretende Protokollchefin im Auswärtigen Amt und löste in den 1950er und 1960er Jahren eine Diskussion über die Etikette aus, die sie der Bonner Republik zu verordnen suchte.

## Leben
Erica Pappritz kam als Tochter eines Offiziers (Rittmeister) zur Welt. Zeitweise wurde ihr Name irrtümlich „veradelt“ als „Freifrau von“ (in Anlehnung an die adelige Marie Luise Kaschnitz). Pappritz wollte ursprünglich Krankenpflegerin, Krankenschwester oder Ärztin werden. Ihre Eltern waren aber dagegen, so dass sie diese Karriere nicht einschlug.
Nach einer kaufmännischen Ausbildung nahm Erica Pappritz 1919 eine Tätigkeit im Bürodienst der neu eingerichteten Außenhandelsstelle des Auswärtigen Amts an und wurde später Mitarbeiterin des Leiters der Annahme- und Ausbildungsabteilung des diplomatisch-konsularischen Nachwuchses. Zu ihren Aufgaben gehörte nach eigenen Angaben auch die Betreuung des Diplomatischen Corps auf den Reichsparteitagen in Nürnberg. Am 22. Dezember 1939 beantragte sie die Aufnahme in die NSDAP und wurde zum 1. Januar 1940 aufgenommen (Mitgliedsnummer 7.382.944). 1943 setzte der Chef des Protokolls Alexander Freiherr von Dörnberg durch, dass Erica Pappritz mit ihrem 50. Geburtstag die Besoldung eines Legationsrates 1. Klasse erhielt. Im Auswärtigen Amt in der Berliner Wilhelmstraße war sie zuletzt Leiterin des Referats Zeremonial- und Rangfragen. Vor Kriegsende setzte sie sich auf dienstliche Anweisung mit anderen Staatsbeamten nach Bayern ab. Über ihre Entnazifizierung ist nichts bekannt.
1949 wurde sie Referentin und persönliche Stellvertreterin des damaligen Protokollchefs im Bundeskanzleramt, Hans-Heinrich Herwarth von Bittenfeld; 1950 erfolgte die Übernahme in die dem Bundeskanzleramt unterstehende Dienststelle für Auswärtige Angelegenheiten, dem späteren Auswärtigen Amt. 1952 wurde sie zur Vortragenden Legationsrätin ernannt und war Stellvertreterin des Chef des Protokolls im deutschen Auswärtigen Amt. Als Referatsleiterin in der Protokollabteilung gab sie auch Unterrichtsstunden auf dem Gebiet des Protokollwesens zunächst in der Ausbildungsstätte des Auswärtigen Amts in Speyer, später in Bonn.
1956 kam Das Buch der Etikette von Karlheinz Graudenz und Erica Pappritz heraus, das bei seinem Erscheinen starke öffentliche Kritik hervorrief. Laut Spiegel haben es Leute „in der Protokollabteilung […] der Pappritz sehr [verübelt], daß sie die ganze Abteilung, die ohnehin permanent im Geruch leichter Lächerlichkeit steht, abgrundtief blamiert hat.“ Der konservative Feuilletonist Friedrich Sieburg bemerkte dazu: „Allen Beteiligten wäre gedient, wenn Fräulein Pappritz… in den wohlverdienten Ruhestand träte.“
Pappritz ging 1958 in den Ruhestand. Sie hielt nach ihrer Pensionierung gelegentlich Vorträge zur Etikette für Tourismusunternehmen, Stahlkonzerne und andere Vertreter der westdeutschen Wirtschaft. Sie starb 1972 an Herzversagen.

## „Buch der Etikette“
Das 1956 erschienene Buch der Etikette, an dem Pappritz mitgeschrieben hatte, gab Benimm-Regeln bis ins kleinste Detail vor. Neben den Regeln für gutes Benehmen und passende Kleidung schrieb es sogar vor, in welcher Häufigkeit die Toilettenspülung zu betätigen sei, was bald als die Eti-Kette ziehen verspottet wurde.
Nicht nur Konrad Adenauer frotzelte über das Buch, auch die rheinischen Karnevalisten nahmen die ausgefallensten Anstandsregeln, beispielsweise das Verbot langer Unterhosen („Lange Unterhosen bleiben unmännlich und häßlich, auch wenn sie kaum jemand sieht“), aufs Korn: „Auf dem Bonner Marktplatz schnitt“, so berichtete Der Spiegel, „eine monokelbewehrte Pseudo-Pappritz vor jubelndem Karnevalsvolk die Hosenbeine von langen Herren-Unterhosen ab.“ Auch der Zeichner und Humorist Loriot, der zu dieser Zeit für die Zeitschrift Quick die Ratgeberparodie Der gute Ton zeichnete und textete, widmete dem Buch einen eigenen Beitrag unter dem Titel Was Frau Pappritz verschwieg, mit dem er „einige gefährliche Lücken des Werkes“ ausfüllen wollte. Das Motto des Buches, „Wo wir sind, ist oben“, wurde in späteren Ausgaben ersetzt. Josef Müller-Marein nannte das Werk in einem mit Symptom Pappritz: Der falsche gute Ton überschriebenen Zeit-Artikel einen „Wälzer, den ein Snob zum hochwohllöblichen Gebrauch für Snobs verfaßte“. Der Hauptautor Karlheinz Graudenz nahm Pappritz dagegen in Schutz und betonte, sie habe bei dem Buch primär als Beraterin gewirkt.
Der Deutsche Bundestag beschäftigte sich sogar in einer Debatte mit dem Benimm-Buch. Die damalige Alterspräsidentin des Bundestags, Marie Elisabeth Lüders, bezeichnete es als arrogant, anrüchig und taktlos. Die SPD-Politikerin Annemarie Renger kritisierte insbesondere, dass Pappritz dem Buch durch ihre Mitautorenschaft einen amtlichen Charakter verliehen habe. Das Auswärtige Amt antwortete auf eine entsprechende Kleine Anfrage, dass Pappritz ausschließlich privat schriftstellerisch tätig gewesen und das Buch nicht Grundlage der Diplomatenausbildung sei.

## Schriften
- Karlheinz Graudenz: Das Buch der Etikette. Unter Mitarbeit von Erica Pappritz. Zeichnungen von Ulrik Schramm. Perlen-Verlag, Marbach am Neckar 1956. Spätere Auflagen Südwest-Verlag, München.
- Karlheinz Graudenz, Erica Pappritz: Etikette neu. Südwest-Verlag, München 1971, ISBN 3-517-00026-4.
- Erica Pappritz: Etikette neu. Der Knigge aus den Wirtschaftwunderjahren. Neue, gekürzte Auflage. Verlags-Anstalt Handwerk, Düsseldorf 2008, ISBN 978-3-87864-919-9.